# ویلیام تیندل
ویلیام تیندل (انگلیسی: William Tyndale; fl. ۱۴۸۴–۱۴۹۶ – ح. ۶ اکتبر ۱۵۳۶) یک محقق، مترجم کتاب مقدس و کشیش کلیسای کاتولیک رومی اهل انگلستان بود.
او به خاطر ترجمهٔ کتاب مقدس برای نخستین بار از عبری به زبان انگلیسی شهرت دارد. مجموعهٔ ترجمهٔ ویلیام تیندل به تیندل بایبل یا کتاب مقدس تیندل یا کتاب مقدس با ترجمهٔ تیندل (Tyndale Bible) موسوم است. ویلیام تیندل را به اتهام بدعت در دین در سال ۱۵۳۶ میلادی پس از خفه کردن در آتش سوزاندند.
از آنجایی که کار او مورد تایید پادشاه انگلیس و کلیسای کاتولیک نبود، انگلستان را ترک کرد و در مناطق آلمانی‌زبان به کار ترجمه پرداخت. تیندل در ترجمهٔ خود از متن اصلی یونانی عهد جدید و متن اصلی عبری عهد عتیق، وُلگات و انجیل لوتری استفاده کرد. در سال ۱۵۲۵ او عهد جدید را در کلن چاپ کرد. با این حال، چاپ به دلیل خطر بازداشت وی متوقف شد. در سال ۱۵۲۶، تیندل در شهر ورمس موفق شد برای اولین بار عهد جدید خود را به‌طور کامل چاپ کند. چندی بعد در ۱۵۳۰ ترجمهٔ خود از عهد عتیق و در ۱۵۳۱ ترجمهٔ خود از کتاب یونس را برای اولین بار چاپ کرد. در ادامه در سال ۱۵۳۴ ترجمهٔ عهد جدید خود را با بازنگری و افزودنِ پیش‌گفتار دوباره منتشر کرد. یک سال بعد بازداشت و در ۱۵۳۶ اعدام شد. او در نهایت نتوانست ترجمهٔ کتاب مقدس را کامل کند.
او از مارتین لوتر و اراسموس تأثیر پذیرفته‌است.